# جبل بوعريف
جبل بوعريف هو جبل جزء من سلسلة الأوراس، يقع في ولاية باتنة يبلغ ارتفاع أعلى قمة به 1744م، يقع بالقرب من مدينة المعذر.

## الموقع
يمتد جبل بوعريف من جنوب غرب الشمرة إلى شمال شرق باتنة على مساحة إجمالية تبلغ حوالي 250 كم2.

## مورفولوجيا
يتميز الجبل بمورفولوجيا وعرة وغير منتظمة في كثير من الأحيان، مع تلال متوازية إلى دون المتوازية والتي يبلغ ارتفاع قممها بين 1474 و1744 م (كودية جراف).

## جيولوجيا
يتكون الجبل أساسًا من رواسب العصر الطباشيري (فيلا، 1977) التي يغطيها العصر الميوسيني والرباعي، تقدم سلسلة جبال بوعريف تكوينات السنومانية كثيفة تشكل رواسب أحفورية حقيقية غنية جدًا بالحيوانات الكبيرة القاعية، موزعة على مجموعات مختلفة من ذوات الصدفتين، وقنافذ البحر، وبطنيات الأرجل، والشعاب المرجانية ورأسيات الأرجل.
تُصنف الطية المحدبة للجبل حسب غاندريش (Guandriche، 1991) في فئة الطيات ذات المحاور الملتوية. وفقًا له، يتكون هذا الهيكل من ثلاثة أقسام على التوالي N60 ° وEW وN60 ° ، وهي مرئية بوضوح.
إنه يقدم أسلوبًا نموذجيًا مغلفًا يبدو مستقلاً عن اتجاه الأقسام. شبكة مهمة من الفوالق باتجاه NNW-SSE. فُسرت هذه الفوالقعلى أنها زلة يمينية مسؤولة عن الالتواء في العصر الميوسيني لطي أطلس N50 ° (مفهوم الطي المختوم). على الأرض، يظهر مكون في الفوالق العادية، على وجه الخصوص، الصدع الكبير الواقع جنوب المعذر مباشرة والذي يقطع القسم EW من الطية إلى قسمين (فيلا ، 1980)، لاحظ فيلا التخميد الظاهر لهذه الكسور تجاه الجنوب، أرجع هذه الظاهرة، جزئيًا على الأقل، إلى فئة أثناء التعدي التورتوني. حل آخر هو ربط هذا الفالق بالاندفاع المتاخم للجنوب، الجزء الكامل من جبل بوعريف الواقع إلى الشرق من صفيحة المعذر.

## المناخ
المناخ شبه جاف وقاري. الشتاء شديد البرودة، ويمكن أن تصل درجة الحرارة في بعض الأحيان إلى -10 درجة مئوية. الصيف حار جدًا، يعرض مقياس الحرارة أحيانًا 50 درجة مئوية في الظل. التغيرات في درجات الحرارة مهمة جدا في هذه المنطقة. تتراوح درجة حرارة الصيف في بوعريف بين 30 و38 درجة مئوية، وهطول الأمطار غير متجانس، ويمكن أن تصل إلى 800 ملم في المتوسط سنويًا مع بعض الأمطار الموسمية الغزيرة.

## الشبكة الهيدروغرافية
بشكل عام ، تعتمد الشبكة الهيدروغرافية لكتلة بوعرفة بشكل وثيق على تنظيم التضاريس، وتتميز بوجود وديان عميقة تتشكل وفقًا لتأثير التعرية الشديدة (شعبات بن زيد و
قيمال والسلوقي في الشمال ، بوألف و بوغرة في الجنوب).
تتسبب التعرية في تراكمات كبيرة من الحصى عند سفح الجبال. على الجانب الشمالي من الكتلة الصخرية، تتدفق جميع المياه السطحية إما نحو شط قداين أو نحو سبخة جندل. ومن ناحية أخرى، على الجانب الجنوبي ، تغذي هذه المياه وادي الشمرة الذي ينتشر في المنخفضات الواقعة أكثر إلى الشمال -شرق.
.
.